# جعفر أباد (سياه منصور)
جعفر أباد (بالفارسية: جعفر آباد) هي منطقة سكنية تقع في إيران في كردستان. يقدر عدد سكانها بـ 698 نسمة .